# XO (레코드 레이블)
XO(XO 레코드라고도 함)는 캐나다의 싱어송라이터 위켄드, 그의 매니저 와심 슬라비, 아미르 에스마일리안, 그리고 그의 크리에이티브 디렉터 라 마르 테일러에 의해 설립된 캐나다 음반사이다. 슬라비는 또한 레이블의 CEO를 겸하고 있다. 2012년 기준으로 유니버설 뮤직 그룹의 자회사로 운영되고 있으며, 리퍼블릭 레코드를 통해 배포되고 있다.